# Інтеркультуралізм
Інтеркультуралізм підтримує міжкультурний діалог та боротьбу з тенденціями до автосегрегації всередині культур. Міжкультуралізм передбачає вихід за межі простого пасивного прийняття факту мультикультурності багатьох культур, які ефективно існують у суспільстві, і натомість сприяє діалогу та взаємодії між культурами.

## Походження
Інтеркультуралізм виник у результаті критики існуючої політики мультикультуралізму — її неспроможність включити різноманітні культури в суспільство. Натомість вона поділила суспільство шляхом легітимізації на окремі спільноти, які себе ізолювали і підкреслили свою специфічність. Інтеркультуралізм заснований на визнанні як відмінностей, так і подібності між культурами. Також була звернена увага на ризик створення абсолютного релятивізму в постмодернізмі та в мультикультуралізмі.

## Визначення
Філософ Марта Нуссбаум у своїй роботі «Культивуючи людство» описує інтеркультуралізм як «визнання загальних людських потреб у різних культурах, а також дисонанс і критичний діалог всередині культур». Вона звертає увагу на те, що міжкультуралісти «відкидають твердження політики ідентичності, що тільки члени певної групи мають здатність зрозуміти точку зору цієї групи».

## Застосування
У 2005 році Агентство ООН ЮНЕСКО прийняло конвенцію про захист та сприяння різноманітності форм культурного самовираження, яка заявляє про підтримку міжкультуралізму. У Німеччині всі університети зобов'язані включати розділ про інтеркультурну компетентність у свої програми соціальної роботи, який передбачає, що студентів можуть відкрито слухати; комунікація з людьми різного культурного походження не є обмежена; отримання знань про походження різних культурних груп; існування стереотипів, а також упереджень про культурні групи, й критерії іншого характеру. Салман Чима, керівник відділу маркетингу та комунікації Британської Ради, розповів про подію організовану Британською радою та Канадським Інститутом Досліджень Публічної Політики у статті під назвою «Від мультикультуралізму до міжкультуралізму — британська перспектива».
11 квітня 2013 року у Монреалі, Квебек, Канада, прихильник міжкультуралізму Філ Вуд заявив, що мультикультуралізм зіткнувся з серйозними проблемами, які потрібно вирішувати за допомогою до-інтеркультуралістичного, монокультуралістичного суспільства. Через декілька днів у Монреалі Нова Демократична Партія Канади наголосила підтримку інтеркультуралізму в преамбулі своєї конституції, прийнявши федеральну конвенцію, яка відбулася у Монреалі 14 квітня, 2013 року.

## Сприйняття
Інтеркультуралізм має як прихильників, так і опонентів серед людей, які задобрюють мультикультуралізм. Геральд Деланті вважає інтеркультуралізм спроможним на поєднання з мультикультуралізмом. Алі Раттансі наводить аргумент у своїй книзі «Мультикультуралізм: Скорочений вступ (2011)», що інтеркультуралізм пропонує більше можливостей різним етнічним групам співіснувати в атмосфері, яка заохочує міжетнічне розуміння й цивілізованість. Раттансі надає приклади, як міжкультурні проєкти у Великій Британії виявилися корисними у розвитку мультиетнічної цивілізованості. Виходячи з результатів об'ємного дослідження, він надає нове значення глобальній історії, яке демонструє, що концепції толерантності не обмежуються на Заході, і до чого зазвичай відносяться як до унікальної Західної культури, треба розглядати як досягнення всієї Євразії. Алі Раттансі пропонує більш інтеркультуралістичний погляд на глобальну історію, який змінить відношення людей до «зіткнення цивілізацій».
Більш того, Нуссбаум відокремлює інтеркультуралізм від мультикультуралізму, наголошуючи, що ідея інтеркультуралізму переважала серед деякі професорів гуманітарних наук, тому що вони «асоціювали мультикультуралізм з політикою релятивізму й ідентичності».